# 穆捷莱莫费
穆捷莱莫费（法語：Moutiers-les-Mauxfaits，法語發音：[mutje le mofɛ]）是法国卢瓦尔河地区大区旺代省的一个市镇，位于该省南部，属于莱萨布勒多洛讷区。

## 地理
穆捷莱莫费（46°29'29"N, 1°25'36"W）面积9.23 平方千米，位于法国卢瓦尔河地区大区旺代省，该省份为法国西部沿海省份，北起大西洋卢瓦尔省和曼恩-卢瓦尔省，西临大西洋，南至滨海夏朗德省，东部及东南部与德塞夫勒省接壤。
与穆捷莱莫费接壤的市镇（或旧市镇、城区）包括：勒贝尔纳、勒日夫尔、圣阿沃古尔德朗德、格拉翁河畔圣樊尚。

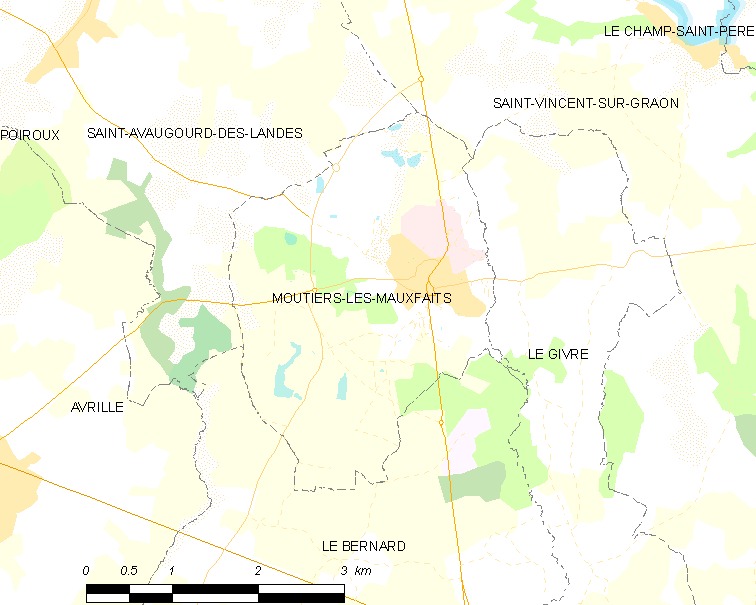
穆捷莱莫费的OSM定位图

穆捷莱莫费的时区为UTC+01:00、UTC+02:00（夏令时）。

## 行政
穆捷莱莫费的邮政编码为85540，INSEE市镇编码为85156。

## 政治
穆捷莱莫费所属的省级选区为莱河畔马勒伊-迪赛县。

## 人口

1962-2008年间穆捷莱莫费人口变化图示

穆捷莱莫费于2022年1月1日时的人口数量为2341人。